# Okkodo High School Football Field
Okkodo High School Football Field – wielofunkcyjny stadion w Dededo na Guamie. Obecnie najczęściej używany do rozgrywania meczów piłki nożnej, rugby union, baseballu oraz zawodów lekkoatletycznych. Obiekt składa się z wielu boisk, który należy do Okkodo High School.